# 巴格拉特一世 (伊梅雷蒂)
巴格拉特一世 “年幼的”（Bagrat Mts'ire; —1372年），是巴格拉季昂王朝成員，伊梅雷蒂國王（1329年至1330年在位），後來被喬治五世降為附庸公爵—伊梅雷蒂公爵。

## 生平
巴格拉特一世是伊梅雷蒂國王米哈埃里一世已知的唯一兒子，於1329年其父去世後繼位。當時他仍然是未成年（因此有了「年幼的」的稱號），被迫留在首都庫塔伊西，因為各地的貴族派系正在分割省份。1330年，復興的東格魯吉亞國王喬治五世利用這一局勢，作為巴格拉特一世的親戚，他越過蘇拉姆山脈進入伊梅雷蒂，受到許多厭倦持續暴力和無序的伊梅雷蒂國民熱烈歡迎。伊梅雷蒂王國因而被征服，格魯吉亞王國的完整性得以恢復。從此，巴格拉特一世作為伊梅雷蒂公爵（eristavi）在沙拉帕尼任職，受喬治五世的指導。

## 個人生活
1358年，巴格拉特一世在格魯吉亞國王大衛九世的批准下，迎娶薩姆茨赫公爵（阿德貝格）瓦爾克瓦雷一世·賈奎里的女兒賈奎里家族的公主。他們有三個兒子：
- 亞歷山大一世（英语：Alexander I of Imereti） (1389年逝世)， 伊梅雷蒂公爵 (1372年–1378年)及伊梅雷蒂國王 (1387年–1389年).
- 喬治一世（英语：George I of Imereti） (1392年逝世), King of Imereti (1389年–1392年).
- 君士坦丁二世（英语：Constantine II of Imereti） (1401年逝世), King of Imereti (1396年–1401年).